# Возведение в степень

Графики четырёх функций вида, указано рядом с графиком функции

Возведе́ние в сте́пень — арифметическая операция, первоначально определяемая как результат многократного умножения числа на себя. Степень с основанием {\displaystyle a} и натуральным показателем {\displaystyle b} обозначается как
{\displaystyle a^{b}=\underbrace {a\cdot a\cdot \ldots \cdot a} _{b},}
где {\displaystyle b} — количество множителей (умножаемых чисел).
Например, {\displaystyle 3^{2}=3\cdot 3=9;\quad 2^{4}=2\cdot 2\cdot 2\cdot 2=16}
В языках программирования, где написание {\displaystyle a^{b}} невозможно, применяются альтернативные обозначения.
Возведение в степень может быть определено также для отрицательных, рациональных, вещественных и комплексных степеней.
Извлечение корня — одна из операций, обратных возведению в степень, она по известным значениям степени {\displaystyle c=a^{b}} и показателя {\displaystyle b} находит неизвестное основание {\displaystyle a={\sqrt[{b}]{c}}}. Вторая обратная операция — логарифмирование, она по известным значениям степени {\displaystyle c=a^{b}} и основания {\displaystyle a} находит неизвестный показатель {\displaystyle b=\log _{a}c}. Задача нахождения числа по известному его логарифму (потенцирование, антилогарифм) решается с помощью операции возведения в степень.
Существует алгоритм быстрого возведения в степень, выполняющий возведение в степень за меньшее, чем в определении, число умножений.

## Употребление в устной речи
Запись {\displaystyle a^{n}} обычно читается как «a в {\displaystyle n}-й степени» или «a в степени n». Например, {\displaystyle 10^{4}} читается как «десять в четвёртой степени», {\displaystyle 10^{3/2}} читается как «десять в степени три вторых (или: полтора)».
Для второй и третьей степени существуют специальные названия: возведение в квадрат и в куб соответственно. Так, например, {\displaystyle 10^{2}} читается как «десять в квадрате», {\displaystyle 10^{3}} читается как «десять в кубе». Такая терминология возникла из древнегреческой математики. Древние греки формулировали алгебраические конструкции на языке геометрической алгебры. В частности, вместо употребления слова «умножение» они говорили о площади прямоугольника или об объёме параллелепипеда: вместо {\displaystyle a^{2}}, {\displaystyle a^{3}} древние греки говорили «квадрат на отрезке a», «куб на a». По этой причине четвёртую степень и выше древние греки избегали.
Число, являющееся результатом возведения натурального числа в {\displaystyle n}-ую степень, называется точной {\displaystyle n}-ой степенью. В частности, число, являющееся результатом возведения натурального числа в квадрат (куб), называется точным квадратом (кубом). Точный квадрат также называется полным квадратом.

## Свойства

### Основные свойства
Все приведённые ниже основные свойства возведения в степень выполняются для натуральных, целых, рациональных и вещественных чисел. Для комплексных чисел, в силу многозначности комплексной операции, они выполняются только в случае натурального показателя степени.
- {\displaystyle -a^{2}=(-a)*a,(-a)^{2}=a^{2}}
- {\displaystyle a^{0}=1,(a\neq 0)}
- {\displaystyle a^{1}=a}
- {\displaystyle \left(ab\right)^{n}=a^{n}b^{n}}
- {\displaystyle \left({a \over b}\right)^{n}={{a^{n}} \over {b^{n}}}}
- {\displaystyle a^{n}a^{m}=a^{n+m}}
- {\displaystyle \left.{a^{n} \over {a^{m}}}\right.=a^{n-m}}
- {\displaystyle \left(a^{n}\right)^{m}=a^{nm}}
- {\displaystyle a^{n}=(a^{m})^{n \over m}}
- {\displaystyle a^{n}={\sqrt[{m}]{a}}^{nm}}
- {\displaystyle a^{-n}={\frac {1}{a^{n}}},(a\neq 0)}
- {\displaystyle \left({\frac {a}{b}}\right)^{-n}=\left({\frac {b}{a}}\right)^{n},{\bigl (}a\neq 0,b\neq 0{\bigr )}}

Запись {\displaystyle a^{n^{m}}} не обладает свойством ассоциативности (сочетательности), то есть, в общем случае,{\displaystyle (a^{n})^{m}\neq a^{\left({n^{m}}\right)}} Например, {\displaystyle (2^{2})^{3}=4^{3}=64}, а {\displaystyle 2^{\left({2^{3}}\right)}=2^{8}=256}. В математике принято считать запись {\displaystyle a^{n^{m}}} равнозначной {\displaystyle a^{\left({n^{m}}\right)}}, а вместо {\displaystyle (a^{n})^{m}} можно писать просто {\displaystyle a^{nm}}, пользуясь предыдущим свойством. Впрочем, некоторые языки программирования не придерживаются этого соглашения[какой?].
Возведение в степень не обладает свойством коммутативности (переместительности): вообще говоря, {\displaystyle a^{b}\neq b^{a}}, например, {\displaystyle 2^{5}=32}, но {\displaystyle 5^{2}=25.} Причём во втором случае, когда основание больше показателя, результат получается меньше, чем в обратном случае: иначе говоря, когда {\displaystyle a>b}, {\displaystyle a^{b}<b^{a}.}

### Таблица натуральных степеней небольших чисел
| n  | n2  | n3   | n4     | n5      | n6        | n7         | n8          | n9            | n10            | n∞                                                |
| -- | --- | ---- | ------ | ------- | --------- | ---------- | ----------- | ------------- | -------------- | ------------------------------------------------- |
| 1  | 1   | 1    | 1      | 1       | 1         | 1          | 1           | 1             | 1              | 1∞ = 1 (Абсолютная бесконечность и Бесконечность) |
| 2  | 4   | 8    | 16     | 32      | 64        | 128        | 256         | 512           | 1024           | 2∞                                                |
| 3  | 9   | 27   | 81     | 243     | 729       | 2187       | 6561        | 19 683        | 59 049         | 3∞                                                |
| 4  | 16  | 64   | 256    | 1024    | 4096      | 16 384     | 65 536      | 262 144       | 1 048 576      | 4∞                                                |
| 5  | 25  | 125  | 625    | 3125    | 15 625    | 78 125     | 390 625     | 1 953 125     | 9 765 625      | 5∞                                                |
| 6  | 36  | 216  | 1296   | 7776    | 46 656    | 279 936    | 1 679 616   | 10 077 696    | 60 466 176     | 6∞                                                |
| 7  | 49  | 343  | 2401   | 16 807  | 117 649   | 823 543    | 5 764 801   | 40 353 607    | 282 475 249    | 7∞                                                |
| 8  | 64  | 512  | 4096   | 32 768  | 262 144   | 2 097 152  | 16 777 216  | 134 217 728   | 1 073 741 824  | 8∞                                                |
| 9  | 81  | 729  | 6561   | 59 049  | 531 441   | 4 782 969  | 43 046 721  | 387 420 489   | 3 486 784 401  | 9∞                                                |
| 10 | 100 | 1000 | 10 000 | 100 000 | 1 000 000 | 10 000 000 | 100 000 000 | 1 000 000 000 | 10 000 000 000 | 10∞                                               |
| ∞  | ∞2  | ∞3   | ∞4     | ∞5      | ∞6        | ∞7         | ∞8          | ∞9            | ∞10            | ∞                                                 |

### Свойство степеней чисел
Всякая степень числа есть сумма сто́льких последовательных нечётных чисел, сколько единиц в основании степени.

## Расширения

### Целая степень
Операция обобщается на произвольные целые числа, включая отрицательные и ноль::
{\displaystyle a^{z}={\begin{cases}a^{z},&z>0\\1,&z=0,a\neq \;0\\{\dfrac {1}{a^{|z|}}},&z<0,a\neq \;0\end{cases}}}
Результат не определён при {\displaystyle a=0} и {\displaystyle z\leqslant 0}.

### Рациональная степень
Возведение в рациональную степень {\displaystyle m/n,} где {\displaystyle m} — целое число, а {\displaystyle n} — натуральное, положительного числа определяется следующим образом:
{\displaystyle a^{m \over n}=({\sqrt[{n}]{a}})^{m};\quad \forall a>0,a\in \mathbb {R} ,m\in \mathbb {Z} ,n\in \mathbb {N} .}.
Степень с основанием, равным нулю, определяют только для положительного рационального показателя.
{\displaystyle 0^{m \over n}=0;\quad m\in \mathbb {N} ,n\in \mathbb {N} .}
Для отрицательных {\displaystyle a} степень с дробным показателем не рассматривается.
Следствие: {\displaystyle {\sqrt[{n}]{a}}=a^{1/n};\quad a>0,a\in \mathbb {R} .} Таким образом, понятие рациональной степени объединяет возведение в целочисленную степень и извлечение корня в единую операцию.

### Вещественная степень
Множество вещественных чисел — непрерывное упорядоченное поле, обозначается {\displaystyle \mathbb {R} }. Множество вещественных чисел не является счётным, его мощность называется мощностью континуума. Арифметические операции над вещественными числами представимых бесконечными десятичными дробями определяются как непрерывное продолжение соответствующих операций над рациональными числами.
Если даны два вещественных числа, представимые бесконечными десятичными дробями (где {\displaystyle \alpha } — положительное):
{\displaystyle \alpha =a_{0},a_{1}a_{2}\ldots a_{n}\ldots =\{a_{n}\},~~\alpha >0,}
{\displaystyle \beta =\pm b_{0},b_{1}b_{2}\ldots b_{n}\ldots =\{b_{n}\},}
определённые соответственно фундаментальными последовательностями рациональных чисел (удовлетворяющие условию Коши), обозначенные как: {\displaystyle \alpha =[a_{n}]} и {\displaystyle \beta =[b_{n}]}, то их степенью называют число {\displaystyle \gamma =[c_{n}]}, определённое степенью последовательностей {\displaystyle \{a_{n}\}} и {\displaystyle \{b_{n}\}}:
{\displaystyle \gamma =\alpha ^{\beta }{=}[a_{n}]^{[b_{n}]}=[a_{n}{\widehat {}}b_{n}]},
вещественное число {\displaystyle \gamma =\alpha ^{\beta }}, удовлетворяет следующему условию:
{\displaystyle (a'\leqslant \alpha \leqslant a'')\land (b'\leqslant \beta \leqslant b'')\Rightarrow ({(a')}^{b'}\leqslant \alpha ^{\beta }\leqslant {(a'')}^{b''})\Rightarrow ({(a')}^{b'}\leqslant \gamma \leqslant {(a'')}^{b''}),~~~\forall ~a',a'',b',b''\in \mathbb {Q} ,~\forall \alpha >0,~\alpha ,\beta ,\gamma \in \mathbb {R} .}
Таким образом степенью вещественного числа {\displaystyle \alpha ^{\beta }} является такое вещественное число {\displaystyle \gamma } которое содержится между всеми степенями вида {\displaystyle {(a')}^{b'}} с одной стороны и всеми степенями вида {\displaystyle {(a'')}^{b''}}с другой стороны.
Степень с основанием, равным нулю, определяют только для положительного вещественного показателя.
{\displaystyle 0^{\beta }=0;\quad \beta \in \mathbb {R} ,\beta >0.}
Для отрицательных {\displaystyle \alpha } степень с вещественным показателем не рассматривается.
На практике для того, чтобы возвести число {\displaystyle \alpha } в степень {\displaystyle \beta }, необходимо заменить их с требуемой точностью приближёнными рациональными числами {\displaystyle a} и {\displaystyle b}. За приближенное значение степени {\displaystyle \alpha ^{\beta }} берут степень указанных рациональных чисел {\displaystyle a^{b}}. При этом не важно, с какой стороны (по недостатку или по избытку) взятые рациональные числа приближают {\displaystyle \alpha } и {\displaystyle \beta }.
Пример возведения в степень {\displaystyle \gamma =\pi ^{e}}, с точностью до 3-го знака после запятой:
- Округляем данные числа до 4-го знака после запятой (для повышения точности вычислений);
- Получаем: {\displaystyle \pi \approx 3.1416,\ e\approx 2.7183};
- возводим в степень: {\displaystyle \gamma =\pi ^{e}\approx 3.1416^{2.7183}\approx 22.4592};
- Округляем до 3-го знака после запятой: {\displaystyle \gamma \approx 22.459}.

Полезные формулы:
{\displaystyle x^{y}=a^{y\log _{a}x}}
{\displaystyle x^{y}=e^{y\ln x}}
{\displaystyle x^{y}=10^{y\lg x}}
Последние две формулы используют для возведения положительных чисел в произвольную степень на электронных калькуляторах (включая компьютерные программы), не имеющих встроенной функции {\displaystyle x^{y}}, и для приближённого возведения в нецелую степень или для целочисленного возведения в степень, когда числа слишком велики для того, чтобы записать результат полностью.

### Комплексная степень
Возведение комплексного числа в натуральную степень выполняется обычным умножением в тригонометрической форме. Результат однозначен:
{\displaystyle z^{n}=r^{n}(\cos \varphi +i\sin \varphi )^{n}=r^{n}(\cos n\varphi +i\sin n\varphi );\quad \forall n\in \mathbb {N} ,z\in \mathbb {C} ,r\in \mathbb {R} } , (формула Муавра).
Для нахождения степени произвольного комплексного числа в алгебраической форме {\displaystyle a+bi} можно воспользоваться формулой бинома Ньютона (справедливой и для комплексных чисел):
{\displaystyle (a+bi)^{n}=a^{n}+C_{n}^{1}a^{n-1}bi+C_{2}^{n}a^{n-2}b^{2}i^{2}+...+C_{n}^{n-1}ab^{n-1}i^{n-1}+b^{n}i^{n},\quad \forall n\in \mathbb {N} } .
Заменяя степени {\displaystyle i^{k}} в правой части формулы их значениями в соответствии с равенствами: {\displaystyle i^{4k}=1,i^{4k+1}=i,i^{4k+2}=-1,i^{4k+3}=-i,k\in \mathbb {N} }, получим:
{\displaystyle (a+bi)^{n}=\sum _{k=0}^{[n/2]}(-1)^{k}C_{n}^{2k}a^{n-2k}b^{2k}+i\sum _{k=0}^{[(n-1)/2]}(-1)^{k}C_{n}^{2k+1}a^{n-2k-1}b^{2k+1}.}
Основой для более общего определения комплексной степени служит экспонента {\displaystyle e^{z}}, где {\displaystyle e} — число Эйлера, {\displaystyle z=x+iy} — произвольное комплексное число.
Определим комплексную экспоненту с помощью такого же ряда, как и вещественную:
{\displaystyle e^{z}=1+z+{\frac {z^{2}}{2!}}+{\frac {z^{3}}{3!}}+{\frac {z^{4}}{4!}}+\cdots .}
Этот ряд абсолютно сходится для любого комплексного {\displaystyle z,} поэтому его члены можно как угодно перегруппировывать. В частности, отделим от него часть для {\displaystyle e^{iy}}:
{\displaystyle e^{iy}=1+iy+{\frac {(iy)^{2}}{2!}}+{\frac {(iy)^{3}}{3!}}+{\frac {(iy)^{4}}{4!}}+\cdots =\left(1-{\frac {y^{2}}{2!}}+{\frac {y^{4}}{4!}}-{\frac {y^{6}}{6!}}+\cdots \right)+i\left(y-{\frac {y^{3}}{3!}}+{\frac {y^{5}}{5!}}-\cdots \right).}
В скобках получились известные из вещественного анализа ряды для косинуса и синуса, и мы получили формулу Эйлера:
{\displaystyle e^{z}=e^{x}e^{yi}=e^{x}(\cos y+i\sin y)}
Общий случай {\displaystyle a^{b}}, где {\displaystyle a,b} — комплексные числа, определяется через представление {\displaystyle a} в показательной форме: {\displaystyle a=re^{i(\theta +2\pi k)}} согласно определяющей формуле:
{\displaystyle a^{b}=(e^{\operatorname {Ln} (a)})^{b}=(e^{\operatorname {ln} (r)+i(\theta +2\pi k)})^{b}=e^{b(\operatorname {ln} (r)+i(\theta +2\pi k))}.}
Здесь {\displaystyle \operatorname {Ln} } — комплексный логарифм, {\displaystyle \ln } — его главное значение.
При этом комплексный логарифм — многозначная функция, так что, вообще говоря, комплексная степень определена неоднозначно. Неучёт этого обстоятельства может привести к ошибкам. Пример: возведём известное тождество {\displaystyle e^{2\pi i}=1} в степень {\displaystyle i.} Слева получится {\displaystyle e^{-2\pi },} справа, очевидно, 1. В итоге: {\displaystyle e^{-2\pi }=1,} что, как легко проверить, неверно. Причина ошибки: возведение в степень {\displaystyle i} даёт и слева, и справа бесконечное множество значений (при разных {\displaystyle k}), поэтому правило {\displaystyle \left(a^{b}\right)^{c}=a^{bc}} здесь неприменимо. Аккуратное применение формул определения комплексной степени даёт слева и справа {\displaystyle e^{-2\pi k};} отсюда видно, что корень ошибки — путаница значений этого выражения при {\displaystyle k=0} и при {\displaystyle k=1.}

## Степень как функция

### Разновидности
Поскольку в выражении {\displaystyle x^{y}} используются два символа ({\displaystyle x} и {\displaystyle y}), то его можно рассматривать как одну из трёх функций.
- Функция переменной {\displaystyle x} (при этом {\displaystyle y} — постоянная-параметр). Такая функция называется степенной. Обратная функция — извлечение корня.
- Функция переменной {\displaystyle y} (при этом {\displaystyle x} — постоянная-параметр). Такая функция называется показательной (частный случай — экспонента). Обратная функция — логарифм.
- Функция двух переменных {\displaystyle f(x,y)=x^{y}.} Отметим, что в точке {\displaystyle (0,0)} эта функция имеет неустранимый разрыв. В самом деле, вдоль положительного направления оси {\displaystyle X,} где {\displaystyle y=0,} она равна единице, а вдоль положительного направления оси {\displaystyle Y,} где {\displaystyle x=0,} она равна нулю.

### Ноль в степени ноль
Выражение {\displaystyle 0^{0}} (ноль в нулевой степени) многие учебники считают неопределённым и лишённым смысла, поскольку, как указано выше, функция {\displaystyle f(x,y)=x^{y}} в точке (0, 0) разрывна. Некоторые авторы предлагают принять соглашение о том, что это выражение равно 1. В частности, тогда разложение в ряд экспоненты:
{\displaystyle e^{x}=1+\sum _{n=1}^{\infty }{x^{n} \over n!}}
можно записать короче:
{\displaystyle e^{x}=\sum _{n=0}^{\infty }{x^{n} \over n!}.}
Следует предостеречь, что соглашение {\displaystyle 0^{0}=1} чисто символическое, и оно не может использоваться ни в алгебраических, ни в аналитических преобразованиях из-за разрывности функции в этой точке.

## История

### Обозначение
В Европе сначала степень величины записывали словесными сокращениями (q или Q обозначало квадрат, c или C — куб, bq или qq — биквадрат, то есть 4-я степень и т. д.) или как произведение — например, {\displaystyle x^{4}} изображалось как {\displaystyle xxxx.} Отред записывал {\displaystyle x^{5}-15x^{4}} следующим образом: {\displaystyle 1qc-15qq} (если неизвестная всего одна, ей часто не присваивался буквенный значок). Немецкая школа коссистов для каждой степени неизвестной предлагала особый готический значок.
В XVII веке постепенно стала преобладать идея явно указывать показатель степени. Жирар (1629 год) для возведения в степень числа ставил показатель в круглых скобках перед этим числом, а если числа правее показателя не было, то это значило, что подразумевается наличие неизвестного в указанной степени; например, {\displaystyle (2)2+1(2)} у него означало {\displaystyle 2^{2}+x^{2}}. Варианты размещения показателя степени предлагали Пьер Эригон и шотландский математик Джеймс Юм, они записывали {\displaystyle x^{4}} в виде {\displaystyle x4} и {\displaystyle x^{IV}} соответственно.
Современная запись показателя степени — правее и выше основания — введена Декартом в его «Геометрии» (1637), правда, только для натуральных степеней, больших 2 (возведение в квадрат ещё долгое время обозначалось по-старому, произведением). Позднее Валлис и Ньютон (1676) распространили декартову форму записи степени на отрицательные и дробные показатели, трактовка которых к этому времени уже была известна из трудов Орема, Шюке, Стевина, Жирара и самого Валлиса. К началу XVIII столетия альтернативы для записи степеней «по Декарту», как выразился Ньютон в «Универсальной арифметике», «вышли из моды» (out of fashion). Показательная функция, то есть возведение в переменную степень, появилась сначала в письмах, а потом и в трудах Лейбница (1679). Возведение в мнимую степень обосновал Эйлер (1743).

### Запись возведения в степень в языках программирования
С появлением компьютеров и компьютерных программ возникла проблема, состоящая в том, что в тексте компьютерных программ невозможно записать степень в «двухэтажном» виде. В связи с этим изобрели особые значки для обозначения операции возведения в степень. Первым таким значком были две звёздочки: «**», используемые в языке Фортран. В появившемся несколько позже языке Алгол использовался значок стрелки: «↑» (стрелки Кну́та). Во второй редакции ASCII символ стрелки был заменён символом «циркумфлекс» (^, на жаргоне его также называют «шапочка» (hat) и «карет»). Разработчикам языков программирования было предложено использовать комбинацию из циркумфлекса и вертикальной черты, чтобы изобразить стрелку, однако такой вариант не получил распространения, и в этом качестве стали использовать просто символ циркумфлекса. Примеры:
3^2 = 9; 5^2 = 25; 2^3 = 8; 5^3 = 125.

Иногда в компьютерных системах и языках программирования значок возведения в степень имеет левую ассоциативность, в отличие от принятого в математике соглашения о правой ассоциативности возведения в степень.
То есть некоторые языки программирования (например, программа Excel) могут воспринимать запись a^b^c, как (a^b)^c, тогда как другие системы и языки (например, Haskell, Perl, Wolfram|Alpha и многие другие) обработают эту запись справа налево: a^(b^c), как это принято в математике: {\displaystyle a^{b^{c}}=a^{\left(b^{c}\right)}}.
Некоторые знаки возведения в степень в языках программирования и компьютерных системах:
- x ↑ y: Алгол, некоторые диалекты Бейсика;
- x ^ y: Бейсик, J, MATLAB, R, Microsoft Excel, TeX, bc[К 2], Haskell[К 3], Lua, MathML и большинство систем компьютерной алгебры;
- x ^^ y: Haskell[К 4], D;
- x ** y: Ада, Bash, Кобол, Фортран, FoxPro, Gnuplot, OCaml, Perl, PL/I, PHP[К 5], Python, REXX, Ruby, SAS, Seed7, Tcl, ABAP, Haskell[К 6], Turing[англ.], VHDL, ECMAScript[К 7][К 8], AutoHotkey[К 8], JavaScript;
- x⋆y: APL.

Во многих языках программирования (например, в Java, Си и Паскале) отсутствует операция возведения в степень, и для этой цели используют стандартные функции.

## Вариации и обобщения
Возведение в степень с натуральным показателем можно определить не только для чисел, но и для нечисловых объектов, для которых определено умножение — например, к матрицам, линейным операторам, множествам (относительно декартова произведения, см. декартова степень).
Обычно эта операция рассматривается в некотором мультипликативном моноиде {\displaystyle M} (полугруппе с единицей) и определяется индуктивно для любого {\displaystyle x\in M}:
- {\displaystyle x^{0}=e} (где {\displaystyle e} — единица моноида).
- {\displaystyle x^{n+1}=x^{n}x}, где {\displaystyle n\geqslant 0}
- Если {\displaystyle n<0,} то {\displaystyle x^{n}} определён только для обратимых элементов {\displaystyle x.}

Особенную ценность представляет применение возведения в степень к группам и полям, где возникает прямой аналог отрицательных степеней.
Гипероператор возведения в степень — тетрация.